# Ансончхон
Ансончхон (кор. 안성천?, 安城川?) — река на юго-западе Южной Кореи. Протекает по территории провинции Кёнгидо и впадает в залив Асанман Жёлтого моря.
Длина реки составляет 59,50 км, территория её бассейна — 1666,78 км² (или 1658).
Ансончхон течёт в западном направлении и впадает в залив Асанман у хребта Коонни. В низовьях реки расположена одна из важнейших равнин Кореи — Ансон（호남평야,湖南平野), есть множество рисовых полей Ландшафт вокруг плоский, есть холмы высотой не более 45 м. Притоками реки являются Чинвичхон, Осанчхон и Хвангуджичхон. Примерно в 20 км от устья реки расположена американская военная база Camp Humphreys.
Среднегодовая норма осадков в бассейне реки составляет около 1221 мм в год (в низовьях — 1228,9 мм). Около 70 % осадков выпадает в дождливый сезон (с июня по сентябрь). В низовьях реки среднегодовая температура составляет 11,6 °C (в августе — 25,9 °C, в январе — −3,0 °C).
В бассейне реки проживает более 2 млн человек, а также содержатся 100000 голов крупного рогатого скота и 500000 свиней, есть множество небольших ферм. Поэтому большая часть бассейна сильна загрязнена.
В 1972, 1984, 1990, 1991, 1995, 1998, 2000, 2002 и 2006 годах в бассейне реки происходили крупные наводнения. Сильные дожди выпадают вследствие высокой влажности воздуха в сезон дождей или в результате тайфунов. Урбанизация региона и высокий уровень воды в водохранилище Асан, расположенного в устье реки, усугубляют разрушения.
В низовьях реки расположен болотистый регион Пхёнтхэк, окружённый невысокими холмами. Там произрастают влаголюбивые травы и кустарники — тростник обыкновенный, дикий рис (Ziania latifolia), рогоз широколистный и ива тонкостолбиковая. Кроме того, на возвышенностях встречаются сосна Тунберга, дуб (Quercus serrata, Q. variabilis, Q. dentata и Q. aliena), дзельква японская и каштан городчатый. Почва сложена наносами Ансончхона и его притоков. Сегодня часть этой территории используется для выращивания риса. Ранее устье реки имело среднюю приливную амплитуду в 6,1 м (до 9,6 м); в 1973 году была построена дамба, сократившая влияние приливов на реку.
Считается, что в древности река называлась Унчхон («река Медвежья»). На реке располагалась одноимённая крепость царства Пэкче. С этим названием могут быть связаны топонимы Унгё — «Медвежий мост», пристань Коммульджин — «Медвежья бухта»).